# 西部区 (塞拉利昂)
西部區是西非國家塞拉利昂的一個特別地區，首府設於弗里敦，下分2區，分別是西部區市區和西部區郊區，面積557平方公里，2004年人口947,122。